# David Martínez Morales
David Emmanuel Martínez Morales (El Tigre, Estado Anzoátegui, Venezuela, 7 de febrero de 2006) es un futbolista venezolano que juega como delantero en el Los Angeles Football Club de la Major League Soccer.

## Trayectoria
Promovido al equipo superior del Monagas a la edad de 16 años en 2022, el 22 de febrero hizo su debut profesional ante el Everton de Viña del Mar en la fase clasificatoria de la Copa Libertadores 2022.
Marcó su primer gol con la camiseta azulgrana el 8 de abril de 2022 contra el Zulia FC en la victoria 2-0 en la jornada 7 por la Liga Futve 2022. Su primera asistencia la daría el 15 de mayo de 2022 contra Deportivo La Guaira en la jornada 12 por la Liga Futve 2022 en la victoria 1-5 donde también anotó su segundo gol.
Marcó su primer gol en competencia internacional contra el Deportivo Pereira el 5 de mayo de 2023 en la derrota 2 por 1 de su equipo por la Copa Libertadores 2023, convirtiéndose en el futbolista venezolano más joven en marcar en la competición internacional con 17 años y 86 días.

## Selección nacional
Debutó primero con la Selección Sub-20 antes que con la Sub-17 en el Sudamericano Sub-20 2023, en el cual participó en 8 partidos, llegando a la Fase Final del torneo pero sin lograr la clasificación al mundial de la categoría. Meses más tarde disputó el Sudamericano Sub-17 2023, siendo el capitán y figura marcando 4 goles para sellar el pase al Mundial sub-17 de 2023.
El 18 de junio de 2023 debutó en un partido amistoso con la Selección Absoluta de Venezuela, en la victoria 0:1 ante Guatemala. Martínez ingresó al minuto 61 sustituyendo a Yeferson Soteldo.
Llegaría al Mundial sub-17 de 2023 con molestias físicas tras una lesión en el muslo, lo cual condicionó su participación viendo menos minutos de los esperados. A pesar de esto, Martínez debutó con gol en el primer partido del  Mundial sub-17 contra Nueva Zelanda y disputó 3 partidos, logrando llegar a los Octavos de final donde caerían derrotados ante la Selección de Argentina.
En enero de 2024,con 17 años fue convocado para formar parte de la Selección de Venezuela Sub-23 que disputó el Torneo Preolímpico Sudamericano Sub-23 de 2024 realizado en Venezuela. En este Torneo logro dar 3 asistencia y género un gol en propia puerta frente a la Selección de Argentina. La Selección logro entrar al cuadrangular final pero no pudo obtener el cupo a los Juegos Olímpicos al ubicarse en el 4to Lugar del Torneo.
Debutó oficialmente con La Vinotinto de mayores el 10 de junio de 2025, siendo titular en un partido por las Eliminatorias Sudamericanas al mundial 2026 frente al seleccionado de Uruguay.

### Participaciones internacionales

#### Categorías menores
Actualizado al ultimo partido jugado el 15 de Mayo de 2024.
| Competición                                    | Sede      | Resultado  | Partidos | Goles | Asist. |
| ---------------------------------------------- | --------- | ---------- | -------- | ----- | ------ |
| Sudamericano Sub-20 2023                       | Colombia  | 6.º lugar  | 8        | 0     | 0      |
| Sudamericano Sub-17 2023                       | Ecuador   | 4.º lugar  | 8        | 4     | 3      |
| Copa Mundial Sub-17 2023                       | Indonesia | 16.º lugar | 3        | 1     | 0      |
| Torneo Preolímpico Sudamericano Sub-23 de 2024 | Venezuela | 4º lugar   | 7        | 0     | 3      |
| Total                                          | Total     | Total      | 26       | 5     | 6      |

### Selección absoluta
Actualizado al ultimo partido jugado el 21 de noviembre de 2023.
| Competición                      | Sede            | Resultado  | Partidos | Goles | Asistencias |
| -------------------------------- | --------------- | ---------- | -------- | ----- | ----------- |
| Amistosos                        | Amistosos       | Amistosos  | 1        | 0     | 0           |
| Eliminatorias Sudamericanas 2026 | América del Sur | En disputa | 1        | 0     | 0           |
| Total                            | Total           | Total      | 2        | 0     | 0           |

## Estadísticas de carrera

### Clubes
Actualizado al 16 de mayo de 2025.
| Club | Div           | Temporada     | Liga | Liga | Liga   | Copas nacionales(1) | Copas nacionales(1) | Copas nacionales(1) | Copas internacionales(2) | Copas internacionales(2) | Copas internacionales(2) | Total | Total | Total |
| Club | Div           | Temporada     | Apa  | Gol  | Asist. | Apa                 | Goles               | Asist               | Apa                      | Goles                    | Asist                    | Apa   | Goles | Asist |
| --- | ------------- | ------------- | ---- | ---- | ------ | ------------------- | ------------------- | ------------------- | ------------------------ | ------------------------ | ------------------------ | ----- | ----- | ----- |
| Monagas S. C. · Venezuela                                                                                                | 1.º           | 2022          | 26   | 4    | 1      | -                   | -                   | -                   | 2                        | 0                        | 0                        | 28    | 4     | 1     |
| Monagas S. C. · Venezuela                                                                                                | 1.º           | 2023          | 8    | 1    | 2      | -                   | -                   | -                   | 3                        | 1                        | 1                        | 11    | 2     | 3     |
| Monagas S. C. · Venezuela                                                                                                | Total Club    | Total Club    | 34   | 5    | 3      | -                   | -                   | -                   | 5                        | 1                        | 1                        | 39    | 6     | 4     |
| Los Angeles F.C Estados Unidos                                                                                           | 1°            | 2024          | 19   | 4    | 2      | 1                   | 1                   | 0                   | 5                        | 0                        | 1                        | 25    | 5     | 3     |
| Los Angeles F.C Estados Unidos                                                                                           | 1°            | 2025          | 12   | 3    | 1      | 0                   | 0                   | 0                   | 5                        | 0                        | 1                        | 17    | 3     | 2     |
| Los Angeles F.C Estados Unidos                                                                                           | Total Club    | Total Club    | 31   | 7    | 3      | 1                   | 1                   | 0                   | 10                       | 0                        | 2                        | 42    | 8     | 5     |
| Total Carrera | Total Carrera | Total Carrera | 65   | 12   | 6      | 1                   | 1                   | 0                   | 15                       | 1                        | 3                        | 81    | 14    | 9     |
| (1) Incluye datos de US Open Cup. (2) Incluye datos de Copa Libertadores,Leagues Cup y Copa de Campeones de la Concacaf. |               |               |      |      |        |                     |                     |                     |                          |                          |                          |       |       |       |

## Palmarés

### Campeonatos nacionales
| Título      | Club              | País           | Año  |
| ----------- | ----------------- | -------------- | ---- |
| US Open Cup | Los Angeles F. C. | Estados Unidos | 2024 |

### Otros logros
- Subcampeón  de la Liga FUTVE 2022 con Monagas S.C.